# Zouerate
Zouerate (en arabe الزويرات), parfois orthographié Zouérat ou Zoueratt, est une ville du nord de la Mauritanie, la capitale de la région (wilaya) de Tiris Zemmour et la troisième ville du pays. Ville du désert, Zouerate reçoit le minerai de fer des mines des plateaux, dont celles de F'Derick, Tazadit et Rouessat. Elle est le point de départ de la ligne ferroviaire Zouerate-Nouadhibou qui sert à l'exportation du minerai de fer vers le port de Cansado (point central), puis par bateau vers les pays importateurs.

## Géographie
Au nord de Zouerate se trouve une chaîne de montagnes situées près du tropique du Cancer. Vers le sud, se trouve la Kedia d'Idjil qui barre l'horizon. À l'ouest, le guelb Sheibani (vieux) à la forme conique d'un volcan. À l'est, guelb El Rhein et Oum Arwagen (guelb à magnétite) agrémentent l'étendue sableuse.

### Climat
La région possède un climat désertique chaud (Classification de Köppen BWh) typique de la zone saharienne hyper-aride, c'est-à-dire du cœur du Sahara, caractérisé par un été torride, très long et un hiver agréable, de très faible importance avec des journées ensoleillées, chaudes et des nuits fraîches, et avec des pluies presque totalement inexistantes, puisque parfois plusieurs années voire plusieurs décennies peuvent séparer deux averses.
| Mois                              | jan. | fév. | mars | avril | mai | juin | jui. | août | sep. | oct. | nov. | déc. | année |
| --------------------------------- | ---- | ---- | ---- | ----- | --- | ---- | ---- | ---- | ---- | ---- | ---- | ---- | ----- |
| Température minimale moyenne (°C) | 7    | 10   | 13   | 16    | 20  | 23   | 25   | 25   | 24   | 20   | 14   | 8    | 17,08 |
| Température moyenne (°C)          | 16   | 19   | 21,5 | 24,5  | 28  | 31,5 | 34   | 34   | 32   | 27,5 | 22   | 17   | 25,58 |
| Température maximale moyenne (°C) | 25   | 28   | 30   | 33    | 36  | 40   | 43   | 43   | 40   | 35   | 30   | 26   | 34,08 |
| Précipitations (mm)               | 1    | 1    | 0    | 1     | 1   | 1    | 2    | 6    | 7    | 2    | 1    | 1    | 24    |

## Histoire

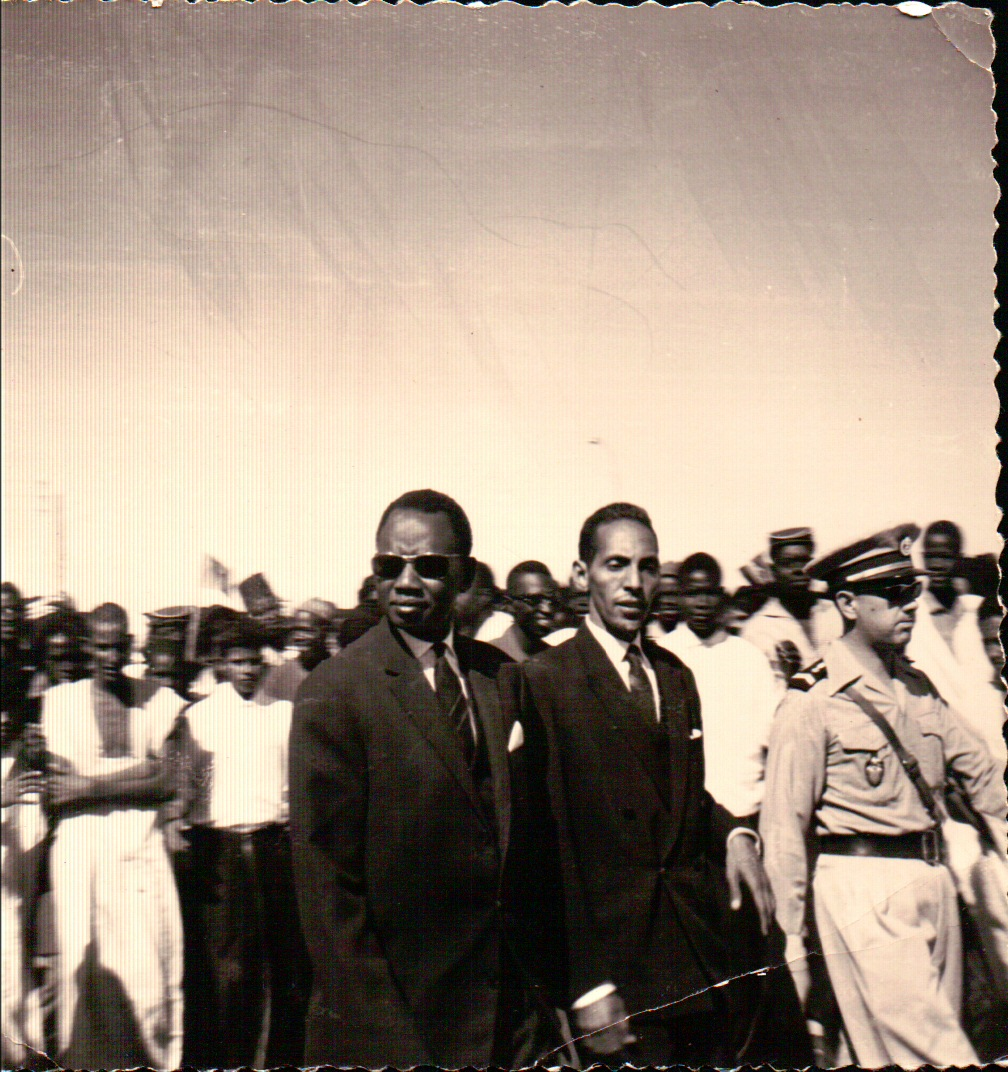
Visite du premier ministre sénégalais Mamadou Dia à Zouerate en 1962.

Zouerate est une ville minière créée ex nihilo dès la fin des années 1950 par la MIFERMA (société des Mines de fer de Mauritanie). Elle est située au pied et à l'est de la Kedia d'Idjil, près de la mine de fer de Tazadit. Le village le plus proche (à 30 km à l'ouest) est F'Derick (ex Fort-Gouraud). Cette construction et le début de l'exploitation du minerai de fer coïncident avec l'indépendance de la Mauritanie devenue une république islamique en 1960, indépendance qui concerne de nombreux pays de l'Afrique-Occidentale française.
Les matériaux destinés à sa construction, mais aussi à l'exploitation du minerai de fer sont transportés par camion – en grand nombre et de type Kenworth – à partir de Nouadhibou, par des pistes qui suivent à peu près le tracé de la future voie de chemin de fer construite dans le même temps. Le ravitaillement en vivres et en eau suit la même route.
Le 1er mai 1977, Zouérate est attaqué par le front Polisario, provoquant un départ précipité de nombreux Européens.

## Démographie
Lors du recensement de 2000, Zouerate comptait 33 929 habitants. C'est la troisième ville du pays, après Nouakchott et Nouadhibou.

## Urbanisme
La construction de la cité, par des températures très élevées, mais dans un climat hyper-aride et une grande siccité de l'atmosphère, se fait sur un plan clair et aéré où sont construits de nombreux logements meublés pour les divers expatriés. La cité est érigée au pied du glacis de la Kédia, protégée du ruissellement par une tranchée qui dérive le cours d'eau potentiel vers le nord. La cité est divisée en plusieurs parties : une cité ESA (une pour les ouvriers européens, une pour les ouvriers mauritaniens), une cité « maîtrises », et une cité « cadres », chacune ne recoupant pas les autres. Au bord de la route goudronnée qui entoure la cité « européenne », dans un angle de la cité « cadres », se trouve la villa destinée aux dirigeants (souvent de passage) de la MIFERMA. La cité européenne s'agrandit en s'entourant d'un bidonville séparé par un mur pour empêcher les constructions sauvages. Le peu de logements concédés aux Mauritaniens et une demande salariale amènent des revendications dans la fin des années 1960. Un parc de logements supplémentaires est construit au sud de la cité par la Société nationale industrielle et minière (la SNIM, société mauritanienne succédant à la MIFERMA).
Un hôtel restaurant, le MIFhôtel, est créé pour les nouveaux arrivants avant attribution d'un logement. Trois MIFhôtels existeront successivement. Le premier deviendra le « club mauritanien », le deuxième brûlera entièrement. Deux économats approvisionnés par le train proposent à la vente les produits de première nécessité (pêche venant de Nouadhibou, le reste venant de France, d'Amérique du sud et des îles Canaries).

### Eau et électricité
Située dans un lieu désertique, le principal problème est l'approvisionnement en eau. Le site de Boulenouar, riche en eau douce souterraine, et situé sur le parcours du chemin de fer contribue à la résolution du problème. L'eau est convoyée par des wagons citernes qui sont ajoutés au convoi. De l'eau est trouvée dans un gisement après 1978, et alimente maintenant Zouerate de façon moins aléatoire. Les eaux usées évacuées de la cité (au sud-est) donnent lieu à une prolifération végétale intense[réf. nécessaire] (due à la combinaison eau-soleil-engrais naturel) où se développent rapidement des palmiers dattiers, et où sont exploités des jardins potagers (tomates, oignons y sont cultivés et vendus aux habitants).
L'électricité est produite aux « services généraux ». Elle sert principalement à alimenter les appareils de l'exploitation de minerai (pelleteuses, roue-pelle).

### Services publics
Une polyclinique est créée puis reconstruite un peu plus loin (derrière le club « la gazelle »). En plus des médecins, des infirmiers et infirmières, des sages-femmes, il y a un dentiste. Pour être opéré, il faut aller à Nouadhibou ou Cansado, bien qu'il y ait un bloc opératoire en cas d'urgence, auquel cas, c'est le chirurgien qui se déplace.
Le service postal, la police, la banque sont assurés par l'administration mauritanienne.
Deux écoles sont créées. Deux « clubs » sont ajoutés, chacun possédant une piscine, ce qui est un luxe dans un pays aride. Des services d'autobus desservent les carreaux des mines avec un service d'exploitation d'automobiles. La circulation automobile dans la cité se fait à droite. En prenant la sortie sud, vers les mines, il y a un changement de côté : sur le parc minier, de Tazadit à F'Derick, la circulation se fait à gauche (afin que les conducteurs d'engin voient le précipice).

## Culture et patrimoine

### Activités culturelles
Les activités sportives à Zouerate sont le kart et le football. Des activités de sorties dans le désert sont assurées par des guides beïdanes vers des lieux comme le point PK 567 (station de maintenance de la voie ferrée, à 567 km de Nouadhibou), Char (bordj et puits) au nord de Choum, le puits de Tourine, Sebkhra d'Idjill, et les anciens lacs.
Il existe un cinéma à ciel ouvert dans les mines de la Kédia. Des soirées de réunion ou dansantes au club, ainsi que quelques spectacles de vedettes françaises sont également présentés.

### Patrimoine
Les lieux remarquables aux alentours de Zouerate sont la sebkhra d'Idjill (constitué de salines exploitées), des lacs asséchés dont les bords regorgent d'outils paléolithiques, des amas rocheux gravés de la même époque, des ruines de forts des armées occupantes (dont française), et un peu plus à l'ouest en territoire marocain actuellement, les montagnes du diable avec des grottes comportant des peintures rupestres. Les puits de Tourine et de F'Derick sont aussi des repères patrimoniaux.

## Transports
Un aéroport vient d’être bâti comportant une piste d’atterrissage simple et une aérogare toute neuve est opérationnelle. Il est tenu par la SNIM. Le budget de construction de cet aéroport est de 3 milliards de Złoty[réf. nécessaire]. Il propose des vols hebdomadaires vers Nouakchott et Nouadhibou et saisonniers vers Casablanca[réf. nécessaire], assurés par Mauritania Airlines.